# Hambrücken
Hambrücken är en kommun och ort i Landkreis Karlsruhe i regionen Mittlerer Oberrhein i Regierungsbezirk Karlsruhe i förbundslandet Baden-Württemberg i Tyskland.
Kommunen ingår i kommunalförbundet Bruchsal tillsammans med staden Bruchsal och kommunerna  Forst och Karlsdorf-Neuthard.